# Metropolia wileńska
Metropolia wileńska – jedna z 2 metropolii obrządku łacińskiego na Litwie.
Metropolitą wileńskim obecnie jest arcybiskup Gintaras Grušas.

## Historia

### II Rzeczpospolita
Przed ustanowieniem metropolii diecezja wileńska do 1798 wchodziła w skład metropolii gnieźnieńskiej, a od 1798 do 1925 metropolii mohylewskiej.
28 października 1925 na mocy bulli Piusa XI Vixdum Poloniae unitas i ustaleń konkordatu pomiędzy Stolicą Apostolską a Rzecząpospolitą Polską diecezja wileńska została podniesiona do godności archidiecezji i stolicy metropolii.
Metropolia wileńskiej w II Rzeczypospolitej:
- archidiecezja wileńska
- diecezja łomżyńska
- diecezja pińska

### Lata 1945-1991
Po II wojnie światowej metropolia została podzielona przez granicę polsko-radziecką. Poza granicami Polski znalazły się siedziby biskupów w Wilnie (Litewska SRR) i Pińsku (Białoruska SRR). Jednocześnie część tych diecezji pozostała po stronie polskiej.
W latach 1945–1991 skład metropolii wileńskiej na terenie Polski przedstawiał się następująco:
- administracja apostolska archidiecezji wileńskiej w Białymstoku
- administracja apostolska diecezji pińskiej w Drohiczynie
- diecezja łomżyńska

Prócz tego istniała administratura apostolska dla części archidiecezji wileńskiej w Litewskiej SRR.

### Litwa
Już w 1989 ówczesny administrator apostolski Julijonas Steponavičius został mianowany arcybiskupem ordynariuszem wileńskim. W 1991 po odzyskaniu przez Litwę niepodległości i uregulowaniu spraw związanych z granicami z sąsiadami papież Jan Paweł II dokonał reorganizacji Kościoła w tym kraju. W skład metropolii wileńskiej weszły diecezje, które dotychczas podlegały metropolii litewskiej (przemianowanej w tym samym roku na metropolię kowieńską).
Metropolia wileńska od 1991:
- archidiecezja wileńska
- diecezja koszedarska
- diecezja poniewieska

## Metropolici wileńscy
- abp Jan Cieplak (14 grudnia 1925 – 17 lutego 1926) nominat, zmarł przed objęciem urzędu
- abp Romuald Jałbrzykowski (24 czerwca 1926 – 19 czerwca 1955) więziony przez Niemców w latach 1942-1944, od 1945 rezydował w Białymstoku
- vacat
- abp Julijonas Steponavičius (7 lutego 1989 – 18 czerwca 1991)
- kard. Audrys Bačkis (24 grudnia 1991 – 5 kwietnia 2013)
- abp Gintaras Grušas (od 5 kwietnia 2013)